# Cylicomera rubrofasciata
Cylicomera rubrofasciata är en tvåvingeart som beskrevs av Lynch Arribalzaga 1881. Cylicomera rubrofasciata ingår i släktet Cylicomera och familjen rovflugor. Inga underarter finns listade i Catalogue of Life.